# Gojko Kačar
Gojko Kačar (en serbio: Гојко Качар), (n. 26 de enero de 1987 en Novi Sad, Serbia) es un futbolista Serbio, juega como defensa y actualmente se encuentra sin equipo.

## Selección nacional
Ha sido internacional con la selección de fútbol de Serbia en un total de 25 partidos.

### Participaciones en Copas del Mundo
| Mundial                        | Sede      | Resultado      |
| ------------------------------ | --------- | -------------- |
| Copa Mundial de Fútbol de 2010 | Sudáfrica | Fase de grupos |

## Clubes
| Club                  | País     | Año         |
| --------------------- | -------- | ----------- |
| FK Vojvodina          | Serbia   | 2004 - 2008 |
| Hertha de Berlín      | Alemania | 2008 - 2010 |
| Hamburgo S.V.         | Alemania | 2010 - 2016 |
| Cerezo Osaka (cedido) | Japón    | 2014        |
| FC Augsburg           | Alemania | 2016 - 2018 |
| Anorthosis Famagusta  | Chipre   | 2018 - 2019 |